# ブライアン・ストークス
ブライアン・アレクサンダー・ストークス（Brian Alexander Stokes, 1979年9月7日 - ）は、アメリカ合衆国カリフォルニア州モントクレア出身のプロ野球選手（投手）。

## 経歴
1998年10月2日にアマチュアフリーエージェント選手としてタンパベイ・デビルレイズと契約。1999年からデビルレイズ傘下でプレーを始め、2000年は1Aで70.1回を投げわずか1被本塁打という内容だった。2001年6月23日には敗戦投手となったもののプロ初となる完投を達成。2002年はチーム最多勝・最多三振となる10勝、154三振を記録した。7月14日にはプロ初の完封を記録。
2003年は2Aで10試合に先発したのみでトミー・ジョン手術を受け2004年までリハビリの為に全休した。
2005年は1Aで復帰、ハムストリングの怪我のために1か月ほど欠場したが2A、3Aを経て9月2日にメジャー初昇格。翌9月3日にメジャーデビューを果たした。5試合中4試合に先発し、白星も手にした。しかし4先発中、6回以上投げられたのは1回だけだった。
2007年はリリーフ投手として59試合に登板した後、11月28日にニューヨーク・メッツへ移籍した。
2008年スプリングトレーニング最終日に戦力外となり、開幕はマイナー契約選手として過ごした。8月9日、故障したジョン・メインに代わる先発としてメジャーに復帰。
2009年はチームに故障者が続出する中、チーム3位の69試合に登板。
2010年1月22日にゲイリー・マシューズ・ジュニアとのトレードでロサンゼルス・エンゼルス・オブ・アナハイムへ移籍。12月21日にトロント・ブルージェイズとマイナー契約を結ぶが、フィジカルチェックで問題が見つかり、翌2011年1月14日に契約は破棄。8月1日にアリゾナ・ダイヤモンドバックスとマイナー契約を結んだ。

## 年度別投手成績
| 年 度     | 球 団     | 登 板 | 先 発 | 完 投 | 完 封 | 無 四 球 | 勝 利 | 敗 戦 | セ 丨 ブ | ホ 丨 ル ド | 勝 率 | 打 者 | 投 球 回 | 被 安 打 | 被 本 塁 打 | 与 四 球 | 敬 遠 | 与 死 球 | 奪 三 振 | 暴 投 | ボ 丨 ク | 失 点 | 自 責 点 | 防 御 率 | W H I P |
| --------- | --------- | ----- | ----- | ----- | ----- | -------- | ----- | ----- | -------- | ----------- | ----- | ----- | -------- | -------- | ----------- | -------- | ----- | -------- | -------- | ----- | -------- | ----- | -------- | -------- | ------- |
| 2006      | TB        | 5     | 4     | 0     | 0     | 0        | 1     | 0     | 0        | 0           | 1.000 | 110   | 24.0     | 31       | 2           | 9        | 0     | 1        | 15       | 0     | 0        | 13    | 13       | 4.88     | 1.67    |
| 2007      | TB        | 59    | 0     | 0     | 0     | 0        | 2     | 7     | 0        | 8           | .222  | 294   | 62.1     | 90       | 11          | 25       | 1     | 3        | 35       | 1     | 0        | 49    | 49       | 7.07     | 1.84    |
| 2008      | NYM       | 24    | 1     | 0     | 0     | 0        | 1     | 0     | 1        | 4           | 1.000 | 138   | 33.1     | 35       | 5           | 8        | 3     | 0        | 26       | 1     | 0        | 13    | 13       | 3.51     | 1.29    |
| 2009      | NYM       | 69    | 0     | 0     | 0     | 0        | 2     | 4     | 0        | 10          | .333  | 316   | 70.1     | 72       | 6           | 38       | 7     | 2        | 45       | 1     | 0        | 33    | 31       | 3.97     | 1.56    |
| 2010      | LAA       | 16    | 0     | 0     | 0     | 0        | 0     | 0     | 0        | 0           | ----  | 90    | 16.2     | 26       | 4           | 16       | 1     | 1        | 16       | 2     | 0        | 18    | 15       | 8.10     | 2.52    |
| 通算：5年 | 通算：5年 | 173   | 5     | 0     | 0     | 0        | 6     | 11    | 1        | 22          | .353  | 948   | 206.2    | 254      | 28          | 96       | 12    | 7        | 137      | 5     | 0        | 126   | 121      | 5.27     | 1.69    |

- 2011年度シーズン終了時